# Daniel Zawadzki
Daniel Zawadzki (ur. 24 sierpnia 1974 w Koninie) – polski aktor telewizyjny, filmowy i teatralny.

## Życiorys
W 1998 roku zadebiutował w roli chłopaka w sztuce Edwarda Albee Trzy wysokie kobiety na scenie Wrocławskiego Teatru Współczesnego im. Edmunda Wiercińskiego. Studiował na wrocławskim Wydziale Aktorskim Państwowej Wyższej Szkoły Teatralnej, którą ukończył w 1999 roku, a rok później obronił dyplom. W 2000 roku związał się na stałe z Teatrem Rampa na Targówku w Warszawie.
W latach 2000–2002 był prezenterem młodzieżowego programu telewizyjnego TVP1 Rower Błażeja. Debiutował na kinowym ekranie w dramacie Mariusza Trelińskiego Egoiści (2000) u boku Olafa Lubaszenki, Jana Frycza i Magdaleny Cieleckiej. Użyczył również głosu w serialu animowanym Maska. W 2004 zastąpił Jana Wieczorkowskiego i przyjął rolę Michała Chojnickiego w telenoweli TVP1 Klan.

## Filmografia
- 2000: Klasa na obcasach jako Eustachy
- 2000: Egoiści jako szeregowy
- 2003: M jak miłość, jako kelner (odc. 133)
- od 2004: Klan jako Michał Chojnicki, syn Elżbiety i Jerzego
- 2005: Solidarność, Solidarność... jako student Grzywaczewski
- 2008: Małgosia contra Małgosia jako Michał
- 2011: Na Wspólnej jako detektyw

## Dubbing
- 1997: Maska